# Walckenaeria caobangensis
Walckenaeria caobangensis är en spindelart som beskrevs av Tu och Li 2004. Walckenaeria caobangensis ingår i släktet Walckenaeria och familjen täckvävarspindlar.
Artens utbredningsområde är Vietnam. Inga underarter finns listade i Catalogue of Life.